# Phường 16, Gò Vấp
Phường 16 là một phường thuộc quận Gò Vấp, Thành phố Hồ Chí Minh, Việt Nam.
Phường 16 có diện tích 1,28 km², dân số năm 2021 là 52.156 người,  mật độ dân số đạt 40.746 người/km².